# Brad Paisley

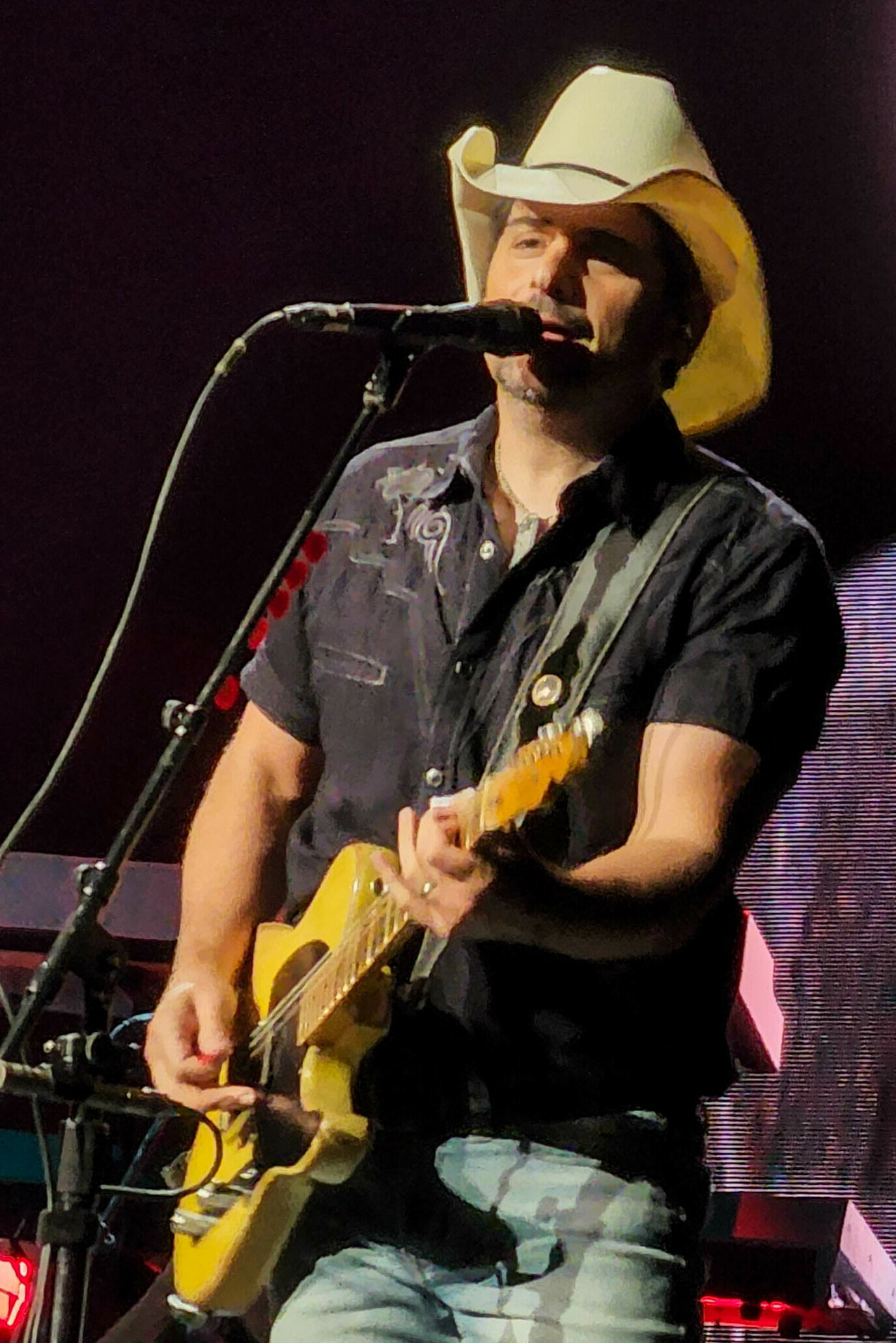
Brad Paisley (2022)

Brad Douglas Paisley (* 28. Oktober 1972 in Glen Dale, West Virginia) ist ein US-amerikanischer Country-Sänger und Gitarrist. Er hatte 18 Nummer-eins-Platzierungen in den US-Country-Single-Charts.

## Leben
Brad Paisley gibt an, dass seine Liebe zur Country-Musik von seinem Großvater geweckt wurde, als dieser ihm im Alter von acht Jahren seine erste Gitarre schenkte und das Gitarrenspiel beibrachte. Mit zwölf Jahren schrieb Paisley sein erstes Lied und mit 13 trat er im Vorprogramm von Ricky Skaggs und George Jones auf. 1999 erschien sein erstes Album Who Needs Pictures. Mit seinen Veröffentlichungen konnte er 18 Nummer-eins-Platzierungen in den US-Country-Single-Charts erreichen. Mit 25 Songs schaffte er es bislang in die US-Pop-Charts, viermal davon unter die Top 30.
Für den Disney/Pixar Animationsfilm Cars (2006) schrieb und sang er den Soundtracksong Behind the Clouds. 2008 wurde er mit einem Grammy in der Kategorie „Best Country Instrumental Performance“ (Throttleneck) ausgezeichnet. 2009 erhielt er einen Grammy für seinen Song Letter to Me für die „Beste männliche Gesangsdarbietung – Country“. Bei den CMA Awards 2010 wurde er als „Entertainer of the Year“ ausgezeichnet. Auch zum Film Cars 2 steuerte er zwei Lieder bei. Zum einen Nobody’s Fool, das auch von ihm geschrieben wurde, und zum anderen das Duett mit Robbie Williams Collison of Worlds.

### Privates
Paisley ist seit 2003 mit der Schauspielerin Kimberly Williams verheiratet, mit der er zwei Kinder hat. Er ist Mitglied im Bund der Freimaurer.

## Instrumente
Er spielt Westerngitarren von Gibson, hauptsächlich J-45-Modelle. Ihm zu Ehren brachte die Firma die Brad Paisley J-45-Signature-Gitarre heraus. Er spielt auf verschiedenen E-Gitarren wie der Crook Telecaster. 2017 stellte er sein Signature-Modell von Fender vor; eine Telecaster im Road-Worn-Look.

## Diskografie

### Studioalben
| Jahr | Titel Musiklabel                   | Höchstplatzierung, Gesamtwochen, AuszeichnungChartplatzierungen (Jahr, Titel, Musiklabel, Platzierungen, Wochen, Auszeichnungen, Anmerkungen) | Höchstplatzierung, Gesamtwochen, AuszeichnungChartplatzierungen (Jahr, Titel, Musiklabel, Platzierungen, Wochen, Auszeichnungen, Anmerkungen) | Höchstplatzierung, Gesamtwochen, AuszeichnungChartplatzierungen (Jahr, Titel, Musiklabel, Platzierungen, Wochen, Auszeichnungen, Anmerkungen) | Höchstplatzierung, Gesamtwochen, AuszeichnungChartplatzierungen (Jahr, Titel, Musiklabel, Platzierungen, Wochen, Auszeichnungen, Anmerkungen) | Anmerkungen                            |
| Jahr | Titel Musiklabel                   | CH | UK | US | Country | Anmerkungen                            |
| ---- | ---------------------------------- | --- | --- | --- | --- | -------------------------------------- |
| 1999 | Who Needs Pictures Arista Records  | — | — | US102 Platin · (34 Wo.)US | Country13 (104 Wo.)Country | Erstveröffentlichung: 1. Juni 1999     |
| 2001 | Part II Sony Music                 | — | — | US31 Platin · (41 Wo.)US | Country3 (104 Wo.)Country | Erstveröffentlichung: 29. Mai 2001     |
| 2003 | Mud on the Tires Sony Music        | — | — | US8 ×2Doppelplatin · (104 Wo.)US | Country1 (104 Wo.)Country | Erstveröffentlichung: 22. Juli 2003    |
| 2005 | Time Well Wasted Sony Music        | — | — | US2 ×2Doppelplatin · (104 Wo.)US | Country1 (104 Wo.)Country | Erstveröffentlichung: 16. August 2005  |
| 2006 | Brad Paisley Christmas Sony Music  | — | — | US47 (9 Wo.)US | Country8 (13 Wo.)Country | Erstveröffentlichung: 10. Oktober 2006 |
| 2007 | 5th Gear Sony Music                | — | — | US3 Platin · (78 Wo.)US | Country1 (78 Wo.)Country | Erstveröffentlichung: 19. Juni 2007    |
| 2008 | Play Sony Music                    | — | — | US9 (17 Wo.)US | Country1 (48 Wo.)Country | Erstveröffentlichung: 4. November 2008 |
| 2009 | American Saturday Night Sony Music | — | — | US2 Gold · (77 Wo.)US | Country1 (78 Wo.)Country | Erstveröffentlichung: 30. Juni 2009    |
| 2011 | This Is Country Music Sony Music   | CH45 (2 Wo.)CH | UK86 (1 Wo.)UK | US2 Gold · (41 Wo.)US | Country1 (78 Wo.)Country | Erstveröffentlichung: 23. Mai 2011     |
| 2013 | Wheelhouse Sony Music              | CH71 (1 Wo.)CH | UK69 (1 Wo.)UK | US2 (21 Wo.)US | Country1 (35 Wo.)Country | Erstveröffentlichung: 9. April 2013    |
| 2014 | Moonshine in the Trunk Sony Music  | CH49 (2 Wo.)CH | UK34 (1 Wo.)UK | US2 (17 Wo.)US | Country1 (48 Wo.)Country | Erstveröffentlichung: 25. August 2014  |
| 2017 | Love and War Sony Music            | CH26 (2 Wo.)CH | UK33 (1 Wo.)UK | US13 (5 Wo.)US | Country1 (7 Wo.)Country | Erstveröffentlichung: 21. April 2017   |

### Kompilationen
| Jahr | Titel Musiklabel                                         | Höchstplatzierung, Gesamtwochen, AuszeichnungChartplatzierungen (Jahr, Titel, Musiklabel, Platzierungen, Wochen, Auszeichnungen, Anmerkungen) | Höchstplatzierung, Gesamtwochen, AuszeichnungChartplatzierungen (Jahr, Titel, Musiklabel, Platzierungen, Wochen, Auszeichnungen, Anmerkungen) | Anmerkungen                            |
| Jahr | Titel Musiklabel                                         | US | Country | Anmerkungen                            |
| ---- | -------------------------------------------------------- | --- | --- | -------------------------------------- |
| 2009 | Playlist: The Very Best of Brad Paisley Arista Nashville | — | Country57 (22 Wo.)Country | Erstveröffentlichung: 31. März 2009    |
| 2010 | Hits Alive Sony Music                                    | US9 Gold · (32 Wo.)US | Country4 (135 Wo.)Country | Erstveröffentlichung: 2. November 2010 |

### Singles
| Jahr | Titel Album                                          | Höchstplatzierung, Gesamtwochen, AuszeichnungChartplatzierungen (Jahr, Titel, Album, Platzierungen, Wochen, Auszeichnungen, Anmerkungen) | Höchstplatzierung, Gesamtwochen, AuszeichnungChartplatzierungen (Jahr, Titel, Album, Platzierungen, Wochen, Auszeichnungen, Anmerkungen) | Höchstplatzierung, Gesamtwochen, AuszeichnungChartplatzierungen (Jahr, Titel, Album, Platzierungen, Wochen, Auszeichnungen, Anmerkungen) | Anmerkungen                                                                            |
| Jahr | Titel Album                                          | UK | US | Country | Anmerkungen                                                                            |
| --- | ---------------------------------------------------- | --- | --- | --- | -------------------------------------------------------------------------------------- |
| 1999 | Who Needs Pictures                                   | — | US65 (13 Wo.)US | Country12 (31 Wo.)Country | Erstveröffentlichung: 1. Februar 1999                                                  |
| 1999 | He Didn’t Have to Be Who Needs Pictures              | — | US30 (20 Wo.)US | Country1 (30 Wo.)Country | Erstveröffentlichung: 30. August 1999                                                  |
| 2000 | Me Neither Who Needs Pictures                        | — | US85 (4 Wo.)US | Country18 (20 Wo.)Country | Erstveröffentlichung: 7. Februar 2000                                                  |
| 2000 | We Danced Who Needs Pictures                         | — | US29 (20 Wo.)US | Country1 (32 Wo.)Country | Erstveröffentlichung: 26. Juni 2000                                                    |
| 2001 | Two People Fell in Love Part II                      | — | US51 (18 Wo.)US | Country4 (21 Wo.)Country | Erstveröffentlichung: 19. März 2001                                                    |
| 2001 | Wrapped Around Part II                               | — | US35 (20 Wo.)US | Country2 (31 Wo.)Country | Erstveröffentlichung: 20. August 2001                                                  |
| 2002 | I’m Gonna Miss Her (The Fishin’ Song) Part II        | — | US29 Gold · (20 Wo.)US | Country1 (25 Wo.)Country | Erstveröffentlichung: 25. Februar 2002                                                 |
| 2002 | I Wish You’d Stay Part II                            | — | US57 (10 Wo.)US | Country7 (30 Wo.)Country | Erstveröffentlichung: 12. August 2002                                                  |
| 2003 | Celebrity Mud on the Tires                           | — | US31 (20 Wo.)US | Country3 (29 Wo.)Country | Erstveröffentlichung: 17. März 2003                                                    |
| 2003 | Little Moments Mud on the Tires                      | — | US35 (20 Wo.)US | Country2 (32 Wo.)Country | Erstveröffentlichung: 1. September 2003                                                |
| 2004 | Whiskey Lullaby Mud on the Tires                     | — | US41 ×2Doppelplatin · (18 Wo.)US | Country3 (24 Wo.)Country | Erstveröffentlichung: 29. März 2004 mit Alison Krauss                                  |
| 2004 | Mud on the Tires                                     | — | US30 Platin · (20 Wo.)US | Country1 (30 Wo.)Country | Erstveröffentlichung: 13. September 2004                                               |
| 2005 | Alcohol Time Well Wasted                             | — | US28 Gold + Gold (Mastertone) · (18 Wo.)US                                                                                               | Country4 (22 Wo.)Country | Erstveröffentlichung: 9. Mai 2005                                                      |
| 2005 | When I Get Where I’m Going Time Well Wasted          | — | US39 Platin · (20 Wo.)US | Country1 (26 Wo.)Country | Erstveröffentlichung: 10. Oktober 2005 mit Dolly Parton                                |
| 2006 | The World Time Well Wasted                           | — | US45 (20 Wo.)US | Country1 (25 Wo.)Country | Erstveröffentlichung: 13. März 2006                                                    |
| 2006 | She’s Everything Time Well Wasted                    | — | US35 ×2Gold (Mastertone) + Doppelplatin · (20 Wo.)US                                                                                     | Country1 (25 Wo.)Country | Erstveröffentlichung: 28. August 2006                                                  |
| 2007 | Ticks 5th Gear                                       | — | US40 Platin · (20 Wo.)US | Country1 (20 Wo.)Country | Erstveröffentlichung: 12. März 2007                                                    |
| 2007 | Online 5th Gear                                      | — | US39 Gold · (20 Wo.)US | Country1 (20 Wo.)Country | Erstveröffentlichung: 2. Juli 2007                                                     |
| 2007 | Letter to Me 5th Gear                                | — | US40 Gold · (20 Wo.)US | Country1 (20 Wo.)Country | Erstveröffentlichung: 22. Oktober 2007                                                 |
| 2008 | I’m Still a Guy 5th Gear                             | — | US33 Platin · (20 Wo.)US | Country1 (20 Wo.)Country | Erstveröffentlichung: 3. März 2008                                                     |
| 2008 | Waitin’ on a Woman 5th Gear                          | — | US44 Gold · (20 Wo.)US | Country1 (20 Wo.)Country | Erstveröffentlichung: 9. Juni 2008                                                     |
| 2008 | Start a Band Play                                    | — | US55 (16 Wo.)US | Country1 (20 Wo.)Country | Erstveröffentlichung: 15. September 2008 mit Keith Urban                               |
| 2009 | Then American Saturday Night                         | — | US28 ×2Doppelplatin · (20 Wo.)US | Country1 (17 Wo.)Country | Erstveröffentlichung: 23. März 2009                                                    |
| 2009 | Welcome to the Future American Saturday Night        | — | US42 (16 Wo.)US | Country2 (20 Wo.)Country | Erstveröffentlichung: 13. Juli 2009                                                    |
| 2009 | American Saturday Night                              | — | US67 (15 Wo.)US | Country2 (19 Wo.)Country | Erstveröffentlichung: 16. November 2009                                                |
| 2010 | Water American Saturday Night                        | — | US42 Gold · (19 Wo.)US | Country1 (28 Wo.)Country | Erstveröffentlichung: 29. März 2010                                                    |
| 2010 | Anything Like Me Hits Alive                          | — | US48 (19 Wo.)US | Country1 (18 Wo.)Country | Erstveröffentlichung: 16. August 2010                                                  |
| 2010 | This Is Country Music                                | — | US58 (15 Wo.)US | Country2 (18 Wo.)Country | Erstveröffentlichung: 13. Dezember 2010                                                |
| 2011 | Old Alabama This Is Country Music                    | — | US38 Platin · (20 Wo.)US | Country1 (15 Wo.)Country | Erstveröffentlichung: 14. März 2010 mit Alabama                                        |
| 2011 | Remind Me This Is Country Music                      | — | US17 ×2Doppelplatin · (20 Wo.)US | Country1 (18 Wo.)Country | Erstveröffentlichung: 23. Mai 2010 mit Carrie Underwood                                |
| 2011 | Camouflage This Is Country Music                     | — | US87 (9 Wo.)US | Country15 (20 Wo.)Country | Erstveröffentlichung: 17. Oktober 2010                                                 |
| 2012 | Southern Comfort Zone Wheelhouse                     | — | US54 (20 Wo.)US | Country10 (22 Wo.)Country | Erstveröffentlichung: 27. September 2012                                               |
| 2013 | Beat This Summer Wheelhouse                          | — | US46 Gold · (20 Wo.)US | Country9 (21 Wo.)Country | Erstveröffentlichung: 4. März 2013                                                     |
| 2013 | I Can’t Change the World Wheelhouse                  | — | — | Country33 (12 Wo.)Country | Erstveröffentlichung: 19. August 2013                                                  |
| 2013 | The Mona Lisa Wheelhouse                             | UK100 (1 Wo.)UK | — | Country24 (14 Wo.)Country | Erstveröffentlichung: 9. Dezember 2013                                                 |
| 2014 | River Bank Moonshine in the Trunk                    | — | US54 Gold · (18 Wo.)US | Country12 (23 Wo.)Country | Erstveröffentlichung: 14. April 2014                                                   |
| 2014 | Perfect Storm Moonshine in the Trunk                 | — | US52 Gold · (17 Wo.)US | Country4 (26 Wo.)Country | Erstveröffentlichung: 1. September 2014                                                |
| 2015 | Crushin’ It Moonshine in the Trunk                   | — | US66 (15 Wo.)US | Country15 (26 Wo.)Country | Erstveröffentlichung: 26. Januar 2015                                                  |
| 2015 | Country Nation Moonshine in the Trunk                | — | US94 (2 Wo.)US | Country18 (24 Wo.)Country | Erstveröffentlichung: 14. September 2015                                               |
| 2016 | Without a Fight –                                    | — | — | Country23 (18 Wo.)Country | Erstveröffentlichung: 13. Mai 2016 feat. Demi Lovato                                   |
| 2016 | Forever Country –                                    | — | US21 Gold · (4 Wo.)US | Country1 (18 Wo.)Country | Erstveröffentlichung: 16. September 2016 als Teil von „Artists of Then, Now & Forever“ |
| 2016 | Today Love and War                                   | — | US67 (11 Wo.)US | Country7 (26 Wo.)Country | Erstveröffentlichung: 6. Oktober 2016                                                  |
| 2017 | Last Time for Everything Love and War                | — | — | Country26 (24 Wo.)Country | Erstveröffentlichung: 24. April 2017                                                   |
| 2017 | Heaven South Love and War                            | — | — | Country47 (1 Wo.)Country | Erstveröffentlichung: 30. Oktober 2017                                                 |
| 2020 | No I in Beer –                                       | — | — | Country29 (19 Wo.)Country | Erstveröffentlichung: 15. April 2020                                                   |
| 2021 | Freedom Was a Highway Bettie James                   | — | US45 Gold · (20 Wo.)US | Country5 (46 Wo.)Country | Erstveröffentlichung: 1. Februar 2021 mit Jimmie Allen                                 |
| Folgende Lieder erschienen nicht als Single, wurden aber durch das Album zum Download und Streaming bereitgestellt und konnten somit eine Platzierung erlangen: |                                                      | | | |                                                                                        |
| |                                                      | | | |                                                                                        |
| 2000 | Hard to Be a Husband, Hard to Be a Wife –            | — | — | Country68 (2 Wo.)Country | mit Chely Wright                                                                       |
| 2001 | Too Country Part II                                  | — | — | Country58 (1 Wo.)Country |                                                                                        |
| 2006 | Born on Christmas Day Brad Paisley Christmas         | — | — | Country41 (5 Wo.)Country |                                                                                        |
| 2006 | Santa Looked a lot like Daddy Brad Paisley Christmas | — | — | Country49 (6 Wo.)Country |                                                                                        |
| 2006 | Penguin, James Penguin Brad Paisley Christmas        | — | — | Country55 (1 Wo.)Country |                                                                                        |
| 2007 | Winter Wonderland Brad Paisley Christmas             | — | — | Country58 (1 Wo.)Country |                                                                                        |
| 2007 | Kung Pao Buckaroo Holiday Brad Paisley Christmas     | — | — | Country59 (1 Wo.)Country |                                                                                        |
| 2013 | Accidental Racist Wheelhouse                         | — | US77 (1 Wo.)US | Country23 (2 Wo.)Country | feat. LL Cool J                                                                        |
| 2014 | Shattered Glass Moonshine in the Trunk               | — | — | Country44 (1 Wo.)Country |                                                                                        |
| 2024 | Goes Without Saying F-1 Trillion                     | — | US60 (1 Wo.)US | Country25 (2 Wo.)Country | Post Malone feat. Brad Paisley                                                         |

## Auszeichnungen für Musikverkäufe
| Goldene Schallplatte - Kanada - 2001: für das Album Who Need Pictures - 2003: für das Album Part II - 2006: für das Album Time Well Wasted - 2010: für das Album American Saturday Night - 2019: für die Single Today - 2019: für das Album Hits Alive - 2019: für die Single Water - 2019: für die Single I’m Still A Guy - 2019: für die Single Ticks - 2019: für die Single Alcohol - 2019: für die Single I’m Gonna Miss Her - 2019: für die Single She’s Everything | Platin-Schallplatte - Kanada - 2019: für die Single Then - 2019: für die Single Mud On The Tires - 2019: für die Single Whiskey Lullaby - 2021: für die Single When I Get Where I’m Going |

Anmerkung: Auszeichnungen in Ländern aus den Charttabellen bzw. Chartboxen sind in ebendiesen zu finden.
| Land/RegionAuszeichnungen für Musikverkäufe (Land/Region, Auszeichnungen, Verkäufe, Quellen) | Gold       | Platin       | Verkäufe   | Quellen         |
| -------------------------------------------------------------------------------------------- | ---------- | ------------ | ---------- | --------------- |
| Kanada (MC)                                                                                  | 12× Gold12 | 4× Platin4   | 800.000    | musiccanada.com |
| Vereinigte Staaten (RIAA)                                                                    | 16× Gold16 | 20× Platin20 | 28.000.000 | riaa.com        |
| Insgesamt                                                                                    | 28× Gold28 | 24× Platin24 |            |                 |